# Dropplant
Dropplant (Agastache) is een geslacht uit de lipbloemenfamilie (Lamiaceae) en bestaat uit 22 soorten overblijvende aromatische planten.

## Kenmerken
De bladeren variëren van vorm, dit kan gaan van puntig ovaal, tot bijna spiesvormig met meestal fijn getande randen. De bloemen zijn kokervormig met twee lippen; ze staan in dichte kransen aan halmen of smalle bloempluimen in de zomerperiode. De bloemkleur kan wit, blauw, oranje, rood, zachtpaars of violetblauw zijn. De planten geuren naar een mengeling van drop en anijs.

## Verspreiding
Het geslacht heeft soorten met een oorsprong van het oosten van Azië tot aan het midden van Amerika. In Nederland en België komt dropplant niet van nature voor.

## Soorten
- Agastache aurantiaca
- Agastache breviflora
- Agastache cana
- Agastache coccinea
- Agastache cusickii
- Agastache eplingiana
- Agastache foeniculum - dropnetel
- Agastache mearnsii
- Agastache mexicana
- Agastache micrantha
- Agastache nepetoides
- Agastache occidentalis
- Agastache pallida
- Agastache pallidiflora
- Agastache palmeri
- Agastache parvifolia
- Agastache pringlei
- Agastache rugosa - Koreaanse netel
- Agastache rupestris
- Agastache scrophulariifolia
- Agastache urticifolia
- Agastache wrightii